# Opération Desecrate One

L'opération Desecrate One est une opération menée par la marine américaine pendant la Seconde Guerre mondiale du 30 au 31 mars 1944. Elle faisait partie des préparatifs des opérations Reckless et Persecution, l'invasion de la Nouvelle-Guinée occidentale par les Alliés.

## Déroulement
L'opération Desecrate One impliquait des attaques des porte-avions USS Enterprise, USS Bunker Hill, USS Hornet, USS Yorktown, USS Lexington, USS Monterey, USS Belleau Wood, USS Cowpens, USS Cabot, USS Princeton et USS Langley contre des bases militaires japonaises sur et autour des Palaos. Trente-six navires japonais ont été coulés ou endommagés lors des attaques. En outre, des TBF et TBM Avengers des porte-avions ont posé de vastes champs de mines dans et autour des chenaux et des approches des Palaos. 

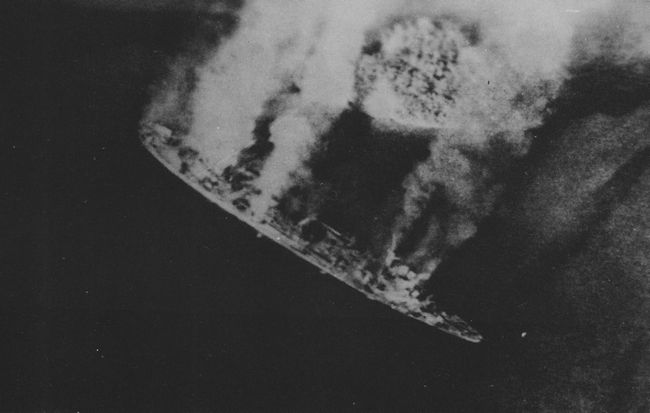
Le bateau de réparation Akashi en feu.
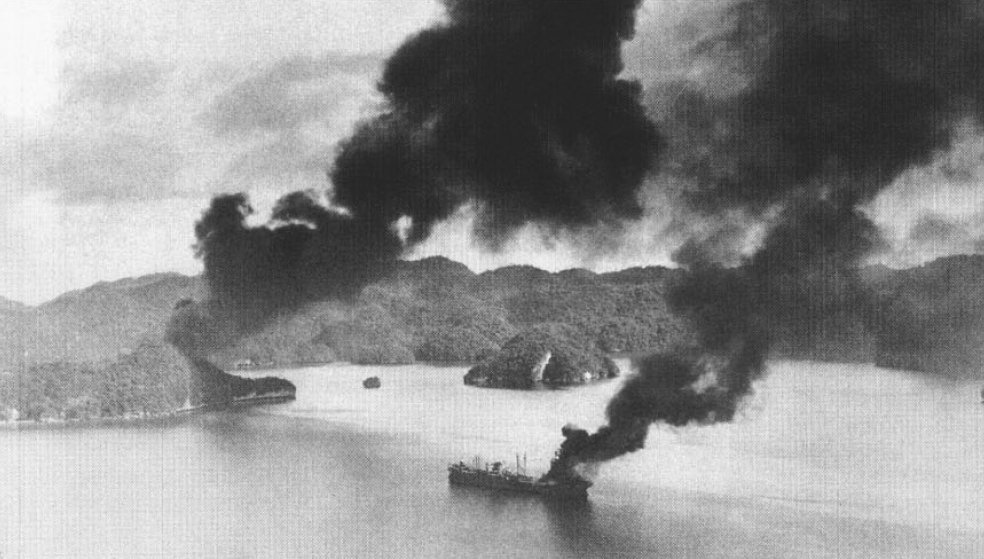
Naufrage du navire marchand Nagisan Maru.
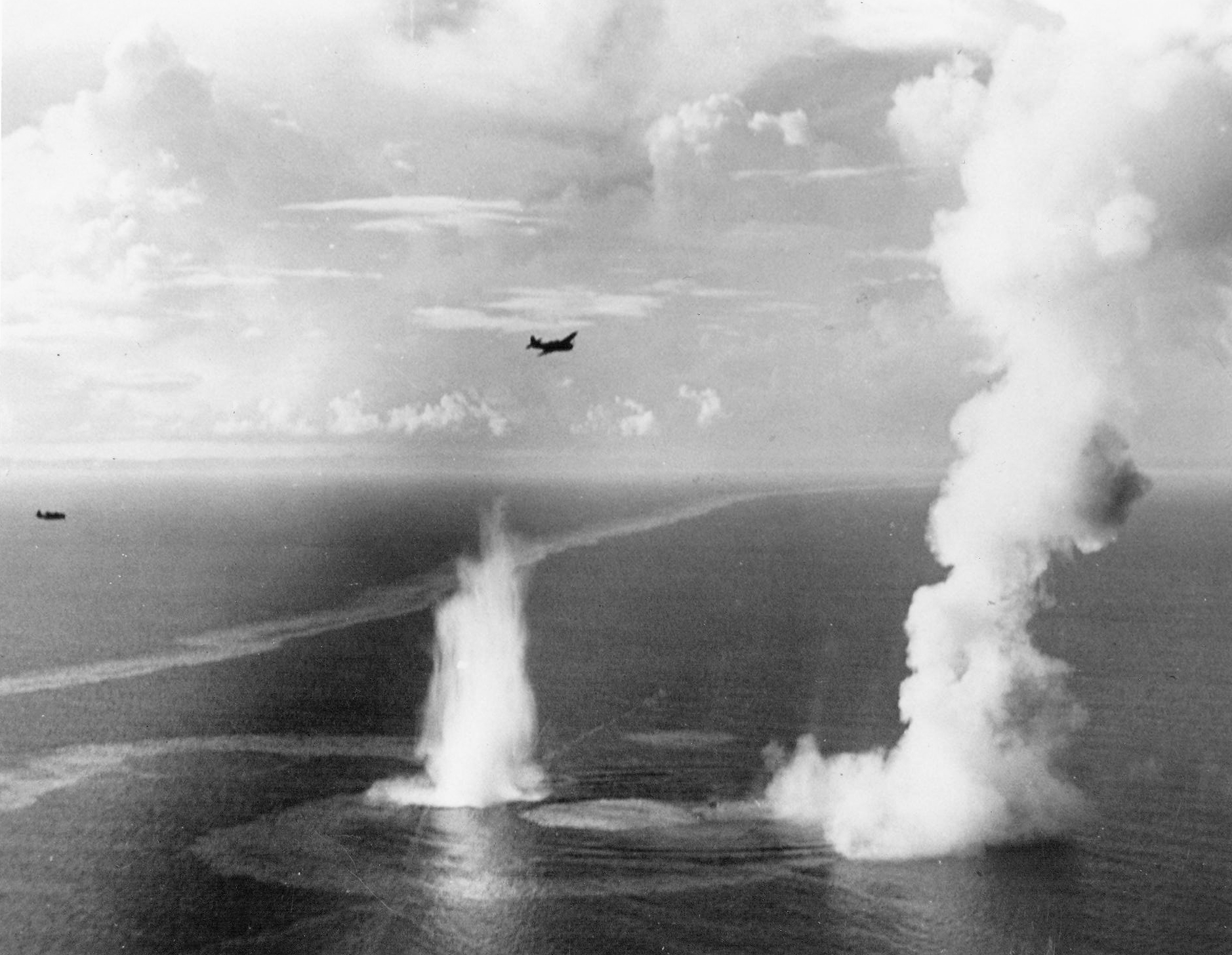
Destruction du destroyer Wakatake.
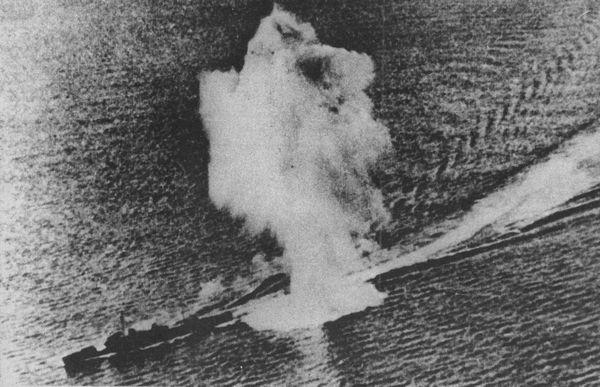
Attaque contre le patrouilleur no 31.